# Моя семья (телесериал)
«Моя́ семья́» (англ. My Family) — телесериал в жанре ситуационная комедия, которая выходила в эфир с 19 сентября 2000 года по 11 сентября 2011 года.

## Сюжет
В сериале показывается жизнь семьи Харперов. Глава семьи — Бен Харпер работает стоматологом, его жена Сьюзен — домохозяйка. В семье также трое детей — Ник, Джейни и Майкл. Майкл некоторое время учится в школе, затем, как и Дженни, поступает в университет, Ник находится в постоянном поиске работы. У Бена непростые отношения с детьми: Ника он недолюбливает, почти не общается с Майклом, часто делает замечания Джейни за то, что она под разными предлогами выпрашивает у него деньги. Нередко Бен ссорится и со Сьюзен — ему не нравится, что та плохо готовит и постоянно командует. При этом Бен очень любит свою семью и делает попытки сблизиться с ними.

## Создание

### Подбор актёров
Исполнителем главной роли в сериале — Бена Харпера — был выбран английский актёр Роберт Линдсей, наиболее известный по роли Йена Фрейзера в фильме «Уимблдон». Роль жены главного героя досталась Зои Уонамейкер.

## Персонажи
- Бен (англ. Ben Harper, актёр — Роберт Линдсей). Глава семьи Харперов. Владелец частной стоматологической клиники. Часто жалуется на своих пациентов. Имеет непростой характер; находится не в лучших отношениях с семьёй, родственниками и знакомыми. Любит смотреть телевизор и читать газеты, а также играть в гольф.
- Сьюзен (англ. Susan Harper, актриса — Зои Уонамейкер). Жена Бена. Работает экскурсоводом (позднее — в художественном музее), хотя проводит большую часть времени дома. Очень любит своих детей и опекает их (и безуспешно пытается заставить Бена делать то же самое). Также любит готовить (хотя её блюда как правило малосъедобны).
- Майкл (англ. Michael Harper, актёр — Габриэль Томсон). Младший сын Бена и Сьюзен. Сначала учился в школе, после её окончания поступил в университет. Долгое время серьёзно увлекался наукой, очень образован. Самый умный член семейства Харперов, что всячески демонстрирует.
- Джейни (англ. Janey Harper, актриса — Даниэла Денби-Эш). Дочь Харперов, старшая сестра Майкла. Капризна и вспыльчива, интересуется главным образом модой и парнями. Училась в колледже, затем поступила в университет. Через некоторое время у Джейни родился сын — Кензо.
- Ник (англ. Nick Harper, актёр — Крис Маршалл). Старший сын Харперов. Обладает довольно своеобразным характером, из-за чего часто ставит себя или кого-либо другого в неловкое положение. Почти всё время действия сериала находится в поисках работы или какого-либо занятия (к примеру, некоторое время работал каскадёром). Позднее переезжает в собственную квартиру.
- Эби (англ. Abi Harper, актриса — Шивен Хейес). Племянница Бена. Переехала в дом Харперов на время учёбы в колледже, после того как Джейни поступила в университет. Эби часто попадает в различные неприятности; иногда из-за неё в неприятности попадают и другие (в частности, Бен). Позже вышла замуж за Роджера.
- Элфи (англ. Alfie Butts, актёр — Родри Мейлир). Друг Ника. Валлиец. Некоторое время жил вместе с Харперами.
- Роджер (англ. Roger Bailey, актёр — Кейрон Селф). Стоматолог, работает вместе с Беном. Очень наивен и простодушен, считает Бена своим учителем. Бен Роджера терпеть не может.
- Кензо (англ. Kenzo Harper, актёр — Тайлер Маршалл). Сын Джейни.